# Das Silmarillion

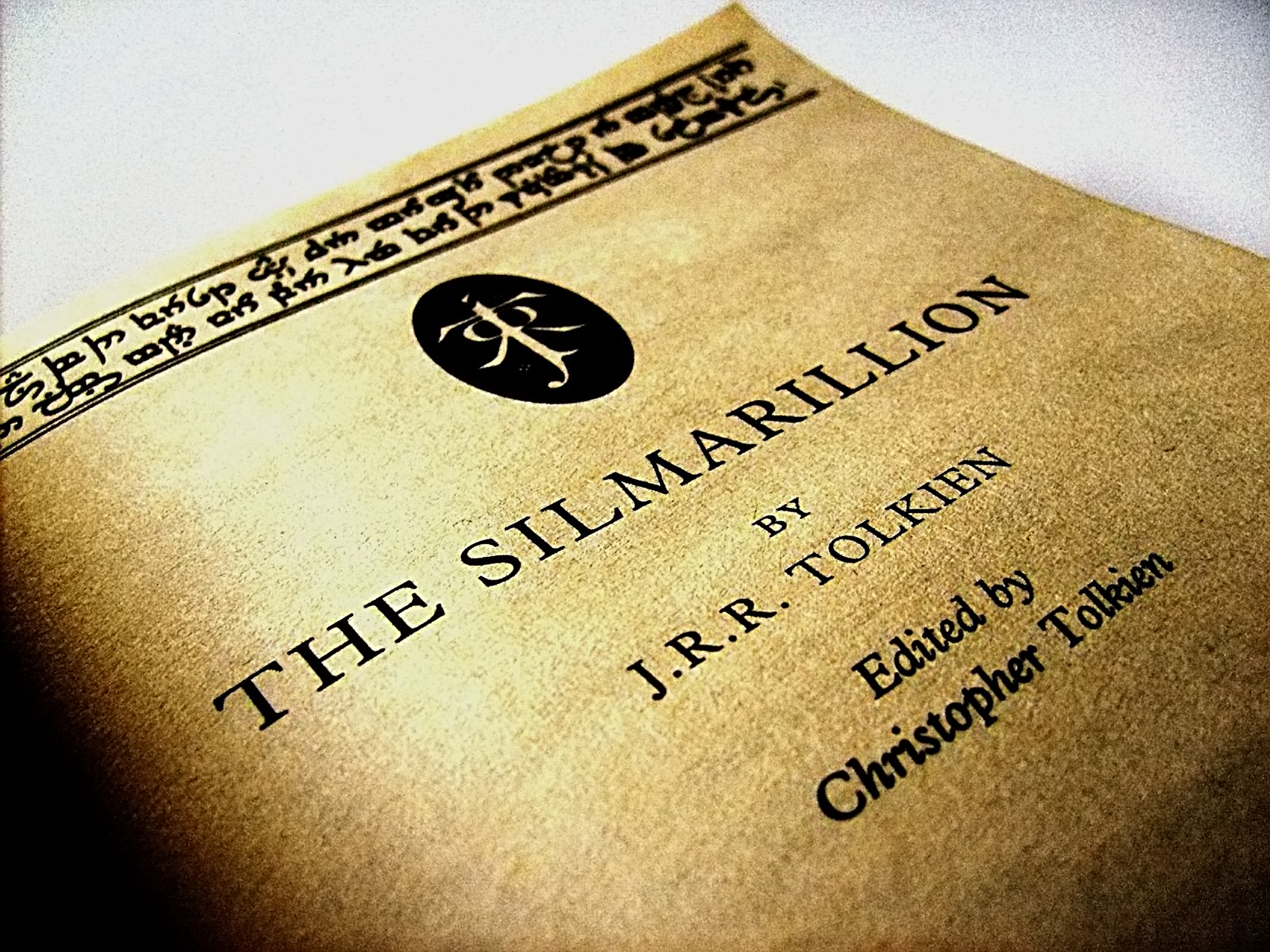
Ausgabe des Silmarillion

Das Silmarillion (Von den Silmaril, Originaltitel: englisch The Silmarillion) ist eine Sammlung unvollendeter Werke J. R. R. Tolkiens, die auf seinen Wunsch posthum von seinem Sohn Christopher in überarbeiteter und vervollständigter Form 1977 veröffentlicht wurde.
Das Silmarillion bildet die kosmogonische und mythologische Vorgeschichte zu Tolkiens großen Romanen Der Hobbit und Der Herr der Ringe. Es enthält Geschichten von sehr unterschiedlicher Art, mythenähnliche Erzählungen über Entstehung und Geschichte der Welt, die hier Arda heißt, und das Eingreifen von Göttern, aber auch märchenähnliche Liebesgeschichten und Erzählungen über tragisches Heldentum. Trotzdem ist das Werk von Tolkien in dieser Verschiedenartigkeit geplant gewesen. Die Charaktere sind in den einzelnen Geschichten unterschiedlich stark ausgeformt: viele der Geschichten sind nur Beschreibungen der mythischen Vorwelt, andere wie die Geschichten der Kinder von Hurin und Huor, Túrin und Tuor, sowie die Geschichte von Beren und Lúthien und ihren Nachkommen enthalten stärker individuelle Züge der handelnden Personen. Auch die Elben, die im Herrn der Ringe als zwar machtvolle, aber auch durchgängig hehre Wesen erscheinen, treten im Silmarillion teilweise als böse Charaktere auf. Selbst die Götter sind zum Teil böse, zum Teil ambivalente Wesen.

## Entstehung
Realhistorisch gesehen gehen die ersten Entwürfe von Geschichten des Silmarillions bis 1917 zurück, als Tolkien nach der Schlacht an der Somme, wo er als Melder gekämpft hatte, mit Schützengrabenfieber im Feldlazarett lag. Diese frühen Entwürfe waren noch klar vom Kriegserlebnis geprägt und boten teilweise Science-Fiction-artige Elemente, wie metallene Drachen als Transportvehikel für Orks, die jedoch später gestrichen wurden. Er versuchte während der 1920er Jahre, einige dieser Geschichten zu veröffentlichen, wurde aber von den meisten Editoren eher mit Misstrauen beachtet – zu jener Zeit waren Märchen für ein erwachsenes Publikum ein eher ungewöhnliches Konzept. Nachdem er 1937 Der Hobbit veröffentlicht hatte, unternahm er einen zweiten Versuch, auch jetzt wurde Das Silmarillion jedoch für zu kompliziert befunden. Tolkien wurde stattdessen gebeten, eine einfache Fortsetzung zum Hobbit zu schreiben, welche sich schließlich zum Herrn der Ringe entwickelte.
Tolkien selbst gab allerdings diese Geschichten nie auf, denn er sah in ihnen den Kern seiner literarischen Welt Mittelerde, von der die späteren Geschehnisse (Der Hobbit und Der Herr der Ringe) nur noch die Nachbeben darstellen. Tolkien war hauptberuflich Philologe an der Universität Oxford, und mit zunehmendem Alter fiel es ihm immer schwerer, wie bisher weit in die Nacht hinein an seinem „Hobby“ der Schriftstellerei zu arbeiten. Die letzten Entwürfe für Geschichten des Silmarillions schrieb Tolkien 1973 kurz vor seinem Tod. Mehrere Jahre arbeitete Christopher Tolkien daran, die Entwürfe seines Vaters, welche aus unterschiedlichen Zeiten stammten und teilweise bloße Skizzen waren, zu entziffern und zu verbinden. An einigen späteren Teilen der Quenta Silmarillion, die am unvollständigsten waren, arbeitete er zusammen mit dem Fantasy-Autor Guy Gavriel Kay, um eine Erzählung aus wenigen vorgegebenen Gedanken praktisch von Grund auf zu erfinden. Das chronologisch, inhaltlich und stilistisch relativ konsistente Endergebnis wurde 1977 veröffentlicht und erschien 1978 auch auf Deutsch in einer Übersetzung von Wolfgang Krege.
Während der 1980er und 1990er Jahre veröffentlichte Christopher Tolkien fast alle nicht wissenschaftlichen Werke seines Vaters in der 12-bändigen Serie The History of Middle-earth (Die Geschichte von Mittelerde, nur die ersten beiden Bände sind auf Deutsch erschienen). Zusätzlich zu den Quellen und frühen Entwürfen einiger Teile des Herrn der Ringe enthalten diese Bücher mehr Originalmaterial zum Silmarillion und weichen in vielen Teilen von ihm ab. Diese Bücher zeigen auch, dass Tolkien manche Teile der Geschichte des Silmarillions stärker als andere ausgearbeitet hatte. Die Kapitel mit den meisten und interessantesten Details sind unter anderem:
- Von Beren und Lúthien
- Von Túrin Turambar
- Von Tuor und dem Fall von Gondolin

Mit dem Buch der Verschollenen Geschichten hat Christopher Tolkien zudem eine Sammlung von einzelnen Geschichten des Silmarillion in ihrer frühesten Fassung herausgegeben und erläutert. In dieser Zeit wurden die Ereignisse in eine lose Verbindung mit der angelsächsischen Periode britischer Geschichte in Verbindung gebracht, indem sie (je nach Fassung) dem fiktiven Vater Hengests und Horsas, Ottor Wæfre, oder einem mittelalterlichen angelsächsischen Seefahrer erzählt werden.

## Beziehung zu den später spielenden Romanen
Das Silmarillion ist die Vorgeschichte der später spielenden Romane wie Der Hobbit oder Der Herr der Ringe. Es spielt zu der Zeit, auf die einzelne Personen im Herrn der Ringe ehrfürchtig zurückblicken. Einige, wie z. B. Elrond und Galadriel, haben sie selbst miterlebt. Obwohl das Silmarillion für sich selbst spricht und ein eigenständiges Werk ist, ist es eng mit der Handlung des Herrn der Ringe und des Hobbits verknüpft, teils durch die Vorgeschichte und teilweise durch die inhaltliche Deckung im letzten Teil des Buches. Diese Verbindung zu erkennen, wird durch die völlig unterschiedlichen Handlungsorte erschwert: Zum Zeitpunkt des Herrn der Ringe ist Beleriand, der Handlungsort des größten Teils der Quenta Silmarillion, längst im Meer versunken. Nicht nur einige historische Namen und die besonders im Herrn der Ringe zahlreichen Sagenfragmente, sondern auch andere Themen aus den ersten beiden Zeitaltern werden beschrieben. Die verschiedenen Völker und ihre Herkunft werden beschrieben – nur Hobbits werden lediglich unter „Von den Ringen der Macht und dem Dritten Zeitalter“ unter dem Namen „Halblinge“ ein paar Mal erwähnt – und die Gründe besonderer Umstände wie das Nach-Westen-Fahren der Elben, der Streit zwischen Elben und Zwergen und die Besonderheit der von den Númenórern abstammenden Dúnedain werden erläutert. Wichtige Einzelpersonen kommen in beiden Büchern vor: Elrond war als Sohn Earendils beim Überfall von Feanors Söhnen auf ihre Heimat dabei, die Angreifer verschonten ihn und seinen Bruder. Galadriel nahm am Auszug der Noldor aus Aman, den sie befürwortete, teil. Círdan hatte an der Wanderung der Elben nach Westen teilgenommen, blieb aber in Mittelerde. In der Valaquenta wird Olórin, der unter dem Namen Gandalf in Mittelerde erschien, als weisester der Maiar erwähnt. Überhaupt sind alle „Zauberer (Istari)“ Maiar und damit an der Erschaffung der Welt beteiligte Ainur. Ebenfalls ein Maia ist Sauron, der als mächtigster Helfer von Morgoth vor allem in der Geschichte von Beren und Luthien eine tragende Rolle spielt.
Zahlreiche Gedichte und kurze Geschichten stellen die Verbindung zu den Handlungen der Romane her, und Christopher Tolkien vermutet im Vorwort zu den Verschollenen Geschichten zudem, es handle sich bei dem Silmarillion um Bilbos „Übersetzungen aus dem Elbischen“, die neben den fiktiven Quellen zum Herrn der Ringe und dem Hobbit zum „Roten Buch der Westmark“ gehören, das in den Anhängen zum Herrn der Ringe erwähnt wird. Einen sicheren Beleg in den Schriften Tolkiens gibt es für diese Deutung aber nicht, und dagegen spricht auch, dass Bilbos Übersetzungen in drei Bände und nicht in fünf Teile gegliedert waren.

## Aufbau und Inhalt
Die meisten dieser Ereignisse spielen sich auf einem Kontinent Ardas ab, der Mittelerde genannt wird. Zu dieser Zeit schließt er noch die weiten Gebiete von Beleriand mit ein, die zum Ende des „Ersten Zeitalters“ im Meer versinken. Der Name des Buches weist auf die wichtigsten Gegenstände dieser Erzählungen hin, die Silmarilli, in denen ein Licht eingeschlossen ist, das älter ist als Sonne und Mond, denn es entstammt deren Vorläufern, den Zwei Bäumen des Lichtes aus Valinor.
Das Silmarillion besteht aus folgenden fünf Teilen:
1. Ainulindalë (Die Musik der Ainur): die Erschaffung von Ea (das Sein, die Existenz) durch Eru Ilúvatar, den Einen, den Himmelsvater.
2. Valaquenta (Das Buch von den Valar und den Maiar, nach den Überlieferungen der  Eldar): eine kurze Beschreibung der übernatürlichen Wesen Valar und Maiar, die zu den Ainur (Heiligen) gehören.
3. Quenta Silmarillion (Die Geschichte von den Silmaril): die – den weitaus größten Teil des Werkes ausmachende – Chronik der Ereignisse vor und während des Ersten Zeitalters.
4. Akallabêth (Der Untergang) von Númenor: die Geschichte der Insel Númenor und ihrer menschlichen Bewohner bis zum Ende des „Zweiten Zeitalters“.
5. Von den Ringen der Macht und dem Dritten Zeitalter: ein kurzer Essay, der die Vorgeschichte sowie eine Nacherzählung der in Der Herr der Ringe beschriebenen Ereignisse enthält.

Diese fünf Teile waren ursprünglich nicht in einem Werk zusammengefasst, es war jedoch J. R. R. Tolkiens ausdrücklicher Wunsch, sie in zusammengefasster Form zu veröffentlichen. Tolkiens sehr umfangreiche Vorstudien, alternative Varianten und unvollendete Versionen (manche Geschichten existieren beispielsweise sowohl als Prosa-Fassungen als auch in Gedichtform), die ebenfalls von Christopher Tolkien posthum in Werken wie Nachrichten aus Mittelerde (engl. Unfinished Tales of Númenor and Middle-earth) oder dem Buch der verschollenen Geschichten (englisch Book of Lost Tales; Band 1 und 2 der ansonsten nur auf Englisch erschienenen zwölfbändigen Reihe The History of Middle-earth) herausgegeben wurden, bilden eine Chronik des Universums, in dem Der Hobbit und Der Herr der Ringe spielen. Das Silmarillion ist dabei weniger detailliert als die anderen genannten Werke, behandelt aber die gesamte Zeitspanne des Tolkienschen Universums.
Das Silmarillion ist ein sehr komplexes Werk, das Anleihen aus einem breit gefächerten Spektrum von Mythen und Märchen aus ganz Europa macht, ohne aber einer einzelnen davon besonders eng zu folgen. Beispielsweise ist der Name Eru Ilúvatar (Einer, der Vater von Allen ist) der Nordischen Mythologie entlehnt; der Charakter selbst hingegen ähnelt eher dem biblischen Gott, auch der Stil, in dem die Ainulindalë erzählt wird, ist biblisch; Vaire, die das Schicksal der Welt webt, erinnert an die Nornen der Nordischen Mythologie. Die Geschichte Túrin Turambars ähnelt einem Motiv aus der finnischen Kalevala; die Geschichte des ehemaligen, später ungehorsamen Götterlieblings Feanor lässt an Prometheus denken; und Númenor erinnert an Platons Überlieferung von Atlantis – in der Tat war einer der Namen, die Tolkien diesem Land gab, Atalantë, obgleich er dies als eine Abart des Namens in elbischer Sprache erklärte. Zudem findet sich eine Anspielung auf die Artussage und die mystische Welt von Avalon: Auf der einsamen, von Elben bewohnten Insel Tol Eressea, dem ersten Vorposten des paradiesischen Aman, findet sich eine Stadt namens Avallóne. Eine in den frühen Versionen noch vorhandene Verbindung zu der realen Geschichte Englands wurde jedoch aufgegeben.

## Schöpfungsgeschichte
Die Schöpfungsgeschichte von Tolkiens Welt wird vor allem in der „Ainulindale“ und der „Valaquenta“ erzählt.

### Ainulindale
Der Begriff Ainulindale bedeutet „das von den Heiligen gesungene Lied“ und wird auch als die „Musik der Ainur“ bezeichnet. Die Geschichte beginnt mit den Worten: „Eru war da, der Eine, der in Arda Ilúvatar heißt; und er schuf erstens die Ainur, die Heiligen, Sprößlinge seiner Gedanken: und sie waren bei ihm, bevor irgend anderes erschaffen war. Und er sprach zu ihnen, sie Melodien lehrend, und sie sangen vor ihm, und er war froh. […]“
Die Welt oder die Erde (Arda) wird durch Musik erschaffen, die von den Ainur, engelsgleichen Wesen, gesungen wurde: Zu dem ersten und zweiten Thema, das ihnen Eru Ilúvatar gegeben hat, improvisieren die Ainur eine große Musik von endlos ineinander spielenden Melodien, die harmonisch miteinander verwoben sind. Obwohl ein sehr begabter Ainu, Melkor, die Musik immer wieder durch seine Misstöne stört, werden diese schließlich Teil eines prächtigen Ganzen, und Ilúvatar belehrt ihn und die anderen Ainur, keiner von ihnen könne etwas tun, das nicht die Vollkommenheit seiner Werke steigere. Er zeigt ihnen die Welt, die aus ihrer Musik erwachsen ist, als Vorgesicht, gibt ihr mit dem Schöpfungswort „Ea“ („Es sei!“) eigenes Leben und erlaubt denjenigen Ainur, die es auf sich nehmen, in der Welt bis zu deren Ende verstrickt zu sein, in diese Welt hinabzusteigen und dort das, was sie gesungen und in einem Vorgesicht gesehen haben, nun auch in der Realität zu erschaffen. Die höchstrangigsten unter diesen, vierzehn an der Zahl, werden Valar genannt, die nächste Rangstufe dient ihnen zumeist und nennt sich Maiar. Sie alle sollen die Welt für die Ankunft der „Kinder Ilúvatars“ vorbereiten, der unsterblichen Elben, die durch ihren Tod nur an einen anderen Ort der Welt, das Totenreich des Vala Mandos, versetzt werden, und der Menschen, denen Ilúvatar die schwer verständliche Gabe verleiht, durch den Tod die Welt verlassen zu dürfen. Am Ende der Zeiten, so wird angedeutet, werden alle Kinder Ilúvatars mit den Ainur zusammen die Zweite Große Musik Erus erklingen lassen.
Das dritte Thema jedoch wurde allein von Eru Ilúvatar gesungen, denn in diesem erschuf er seine Kinder die Elben und Menschen, da die Ainur nicht in der Lage sind, eigene Geschöpfe zu erschaffen, sondern nur die Formen verändern können, die Ilúvatar durch seine Schöpfung vorgibt.
Unter den Valar ist auch Melkor, der später nicht mehr zu diesen gezählt wird, der die Arbeit der übrigen stört und versucht, alles nach seinen eigenen Vorstellungen zu verändern. Vala bedeutet Macht; die Valar stellen die göttlichen Mächte dar, die die Welt regieren.
Die mächtigsten unter ihnen sind die Aratar (‚die Erhabenen‘).

### Valaquenta
In der Valaquenta werden die wichtigsten der Valar und Maiar mit ihren einzelnen Funktionen kurz vorgestellt. Mit dem Eintritt der Valar und Maiar in die Welt endet die Beteiligung derjenigen Ainur, die bei Ilúvatar bleiben, und auch dieser selbst greift nur noch selten in die Schöpfung ein.
Valar und Maiar haben schöpferisch weitgehend freie Hand, von Ilúvatar alleine geschaffen sind lediglich die „Kinder Ilúvatars“; er alleine gebietet zudem über die „Unverlöschliche Flamme“, mit der anscheinend alles Lebende ausgestattet sein muss, ein Geheimnis, dem Melkor vergebens nachspürte. Auch die von Aule geschaffenen Zwerge werden erst dann zu eigenständigen Lebewesen, als Ilúvatar ihnen dieses Leben schenkt.
Von den Valar

Die Valar (männliche Wesen)
- Manwe Súlimo, er ist der oberste der Valar und sein Element, das ihm durch die Gedanken Erus zugeteilt wurde, ist der Wind, sein Wirkungsbereich ist die obere Himmelsschicht, in der sich sein Wohnsitz befindet. Sein Name entstammt dem Valarin (Sprache der Valar) „Mānawenūz“ und bedeutet „einer, der im Einklang mit Eru ist“. Seine Beinamen sind Súlimo (Herr des Atems von Arda), was wörtlich „der Windmacher“ bedeutet, und später auch Herunúmen (Herr des Westens). Wörtlich bedeutet Manwe „Geistwesen“. Er ist der Bruder von Melkor und der Gemahl von Varda.
- Ulmo Vaiaro, von Valarin „Ul(l)uboz“, ist der zweitmächtigste der Aratar, sein Element ist das Wasser, in seine Zuständigkeit fallen die Meere, aber auch Seen, Flüsse und der Regen. Sein Name bedeutet „der Gießer“, „der Beregner“ oder „der Fluter“. Seine Heimat ist das Meer, er lebt auf dem Grund des äußeren Ozeans (Valaire oder Alataire). Der Beiname Vaiaro oder auch Vailimo bedeutet „König des Meeres“ oder Erschaffer des Meeres. Er wird auch als „i hórwe Vaiaron“ (der alte Mann des Meeres) bezeichnet.
- Aule Talka Marda, von Valarin „Aʒūlēz“. Seine Elemente sind die festen Bestandteile der Erde, besonders die Metalle, er widmet sich der Kunst und dem Handwerk und formte die Welt, worauf sein Beiname „Talka Marda“ (Former der bewohnbaren Welt) hinweist. Zu seinen wichtigsten Werken zählen die beiden Lampen der Valar, die anfangs dem Ausleuchten von Arda dienten, und die Gefäße, die für die Erschaffung von Sonne und Mond benötigt wurden. Zudem wird er „Vater der Zwerge“ genannt, die er heimlich geformt hatte und denen Eru später Leben einhauchte. Er ist vermählt mit Yavanna.
- Orome ist der „Herr der Jagd“, er besitzt ein großes Horn, dessen Schall überall auf Arda vernommen werden kann, und sein Pferd Nahar, das ihn in alle Gegenden trägt. Orome entdeckte auf einem seiner Ausritte den Ort, an dem die Elben erwachten und führte einige von ihnen nach Valinor. Er jagte die Ungeheuer, die Melkor erschaffen hatte. Er soll die Mearas (besondere Pferde) und die Rinder Araws (Auerochsen) nach Mittelerde gebracht haben. Seine Gemahlin ist Vána.
- Mandos, sein wirklicher Name ist Námo Vefantur, ist zuständig für die Rechtsprechung, den Tod, die Seelenwanderung und die Verbannung. Sein Wohnort in Valinor wird als Mandos bezeichnet, was zum einen Gewahrsam im Sinne von Gefängnis bedeutet, zum anderen Totenhalle oder Seelenhort, an dem verstorbene Elben auf Wiederbelebung warten oder die Menschen auf das Schiff Mornië, welches sie für immer fort bringt. Námo bedeutet „der Richter“ oder „der Verkünder“. Er ist der Bruder von Nienna und Irmo, wie dieser einer der Feanturi (Herren der Geister) und vermählt mit Vaire.
- Lórien ist der von den Elben verwendete Name des Vala Irmo Ólophantur. Er ist der Herr der Träume und Visionen und gibt gemeinsam mit seiner Gattin Este den Erschöpften Rast und Erholung. Er lebt in Valinor in dem Waldgebiet mit üppigen Gärten, das Lórien (Traumland) genannt wird, von dem sich sein Name ableitet.
- Tulkas Poldorea kam als letzter nach Arda, er ist der schnellste und kräftigste der Valar. Sein Name bedeutet „der Starke“ und seine Beinamen Poldorea oder  Astaldo bedeuten „der Tapfere“. Im Valarin war sein Name „Tulukhastās“, was „der Goldhaarige“ bedeutet. Tulkas ist der einzige, der Melkor niederringen kann.

Die Valiër (weibliche Wesen):
- Varda Tinwetári lebt mit Manwe im Ilmarin (Palast der hohen Lüfte) auf dem Taniquetil (Hohes Weißhorn), dem höchsten Berg Ardas. Ihre Elemente sind die Sterne und das Licht. Von den Elben Mittelerdes wurde sie als Elbereth (Sternenkönigin) besungen und verehrt, da sie die Sterne an das Firmament setzte, das erste Licht, das die Elben erblickten. Melkor fürchtet sie besonders, da in ihrem Antlitz das Licht Ilúvatars zu sehen ist. Daher wird sie bei Gefahr angerufen, da ihr Name Schutz vor den dunklen Kreaturen verspricht (wie in der Höhle Kankras im Herrn der Ringe). Ihr Beiname Tinwetári bedeutet ebenfalls Sternenkönigin, Varda bedeutet „die Erhabene“ oder „die Hohe“.
- Yavanna Cementári ist die Gemahlin von Aule und die Schwester von Vána. Sie liebt besonders die pflanzlichen Wesen der Natur und erschuf die „Zwei Bäume des Lichts“. Ihr Name bedeutet „die Fruchtgeberin“, der Beiname Cementári „Erdkönigin“, was sich auf die fruchtbaren Böden Ardas bezieht.
- Nienna ist die Schwester der Feanturi Irmo und Námo. Sie ist zuständig für Trauer, Mitleid und Weisheit. Sie beweint das Leid anderer, was sich auch in ihrem Namen widerspiegelt, denn Nienna bedeutet „die Weinende“. Sie wird auch Fui Nienna genannt, wobei Fui ein Name für die personifizierte Nacht ist, also Dunkelheit und Trauer ausdrückt.
- Este ist die Herrin der Regeneration und Ruhe. Ihr Name bedeutet „Rast“. Sie lebt mit Irmo in Lórien. Es gelingt ihr jedoch nicht, die Elbin Míriel Serinde, die Mutter Feanors, zu heilen, die nach dessen Geburt vergeht, also nicht wiedergeboren werden kann.
- Vaire ist die Herrin des Schicksals und kennt die Zukunft und die Vergangenheit. Ihr Name bedeutet „die Weberin“ und leitet sich von vaita, „umhüllen, kleiden, weben“, ab. Sie verwebt in ihre Stoffe alles, was sich jemals in der Zeit ereignet hat. Diese gewobenen Geschichten kleiden die Hallen von Mandos aus, wo sie mit Námo lebt.
- Vána ist die jüngere Schwester von Yavanna und Gemahlin von Orome. Sie ist die Herrin des Frühlings und liebt die Blumen und die Vögel. Ihr Name bedeutet „die Helle“ oder „die Schöne“.
- Nessa ist Oromes Schwester und die jüngste der Valiër. Sie ist mit Tulkas vermählt, liebt den Tanz und die Hirsche. Ihr Name bedeutet „die Jugendliche“. Ihr Beiname war Indis, was „die Braut“ oder „die Frau“ heißt.

Von den Maiar

Unter den Maiar ragt besonders Ulmos Diener Osse hervor, da er die Meere in der Nähe des von Menschen bewohnten Kontinents Mittelerde regiert. Die als „Zauberer“ bekannten Istari, die in Der Herr der Ringe oder in Der Hobbit auftauchen, sowie die Balrogs, zählten ebenfalls zu den Maiar; Olorin ist der Name, unter dem Gandalf in Valinor bekannt ist. Eine besondere Rolle spielt die Maia Melian, die sowohl Este als auch Vána gedient hatte und die nach Mittelerde ging. Sie wurde stets von Nachtigallen begleitet und vermählte sich mit dem Elbenfürsten Elwe Singollo.
Von den Feinden

Melkor wird nicht mehr zu den Valar gezählt. Er war ursprünglich ebenso mächtig wie Manwe, wurde jedoch wegen seiner zerstörerischen Taten auf Arda in die ewige Leere verbannt. Seine Elemente sind Feuer und Eis. Sein Name bedeutet „Er, der in Macht ersteht“. Später jedoch wird er in Mittelerde nur noch als Morgoth (Hassfeind oder schwarzer Feind) bezeichnet. Melkor war anfangs der begabteste unter den Valar, verliert jedoch durch seinen Neid und Hass schließlich die Gabe, sich an der Schöpfung zu beteiligen, und beschränkt sich auf das Zerstören oder Nachbilden von anderen geschaffener Dinge und Wesen, was oft die Arbeiten der anderen Valar zunichtemacht. Seine Nachbildungen sind unter anderem die Orks, eine Nachbildung der Elben, und die Trolle, eine Nachbildung der Ents. Ein Teil seiner ursprünglich vorhandenen Kraft geht auf die Wesen über, die er geschaffen hat. Zum Ende seiner Zeit in Mittelerde ruft er die Drachen ins Leben, die mit ihrem Feuer speienden Wesen den Balrogs nachgebildet sind. Zu seinen Dienern gehörte der Maia Sauron (der Grausame), der ursprünglich ein Maia im Dienste Aules gewesen war, bevor er von Melkor verführt wurde. Auch Osse gerät eine Zeit unter seinen Einfluss, später wird er jedoch von Ulmo wieder in seinen Dienst gestellt.

## Quenta Silmarillion
Dies ist die Geschichte von den Silmaril, drei kostbaren künstlichen Edelsteinen, und deren Auswirkungen auf die Geschichte von Mittelerde – das „eigentliche Silmarillion“.
Vom Anbeginn der Tage

Angekommen auf Arda stört Melkor die Valar weiterhin bei ihrem Werk, deswegen führen sie Kriege gegen ihn, wodurch die ursprünglich gewollte Symmetrie der Welt ins Wanken gerät. Die Valar ziehen sich in den fernen Westen auf den Kontinent Aman zurück. Mittelerde, wo die Elben und Menschen erscheinen werden, besuchen sie nur noch selten, mit Ausnahme von Orome und Ulmo; Ulmo hält später immer die Verbindung zu Mittelerde aufrecht und ihm liegen die Sorgen der Elben und Menschen stets besonders am Herzen. Als Ersatz für die zwei von Melkor zerstörten Leuchten im Norden und Süden Mittelerdes schafft Yavanna in Aman zwei Bäume, den silbernen Telperion und den goldenen Laurelin, die im Wechsel erblühen und Licht abgeben. Sie entsprechen in ihrer Funktion etwa Sonne und Mond, die erst später entstehen werden.
Von Aule und Yavanna

In diese Zeit fällt auch die Erschaffung der Zwerge durch Aule, der die Ankunft der „Kinder Ilúvatars“ nicht erwarten kann. Zunächst lebten die Sieben Väter der Zwerge nur durch Aules Wunsch; als Ilúvatar Aules Gedanken erkennt, der daraufhin sein Werk enttäuscht vernichten will, erhalten die Zwerge durch ihn jedoch eigenes Leben. Aule muss die Zwerge unter der Erde verbergen, bis ihre Zeit kommt. Seine Gattin Yavanna befürchtet daraufhin, dass die Zwerge, wenn Aule sie zu Schmieden ausbildet, sehr viel Holz benötigen werden. Daher bittet sie Manwe um Beistand für ihre geliebten Bäume, denn sie glaubt, dass auch die Kinder Ilúvatars diese übermäßig nutzen werden. Ilúvatar gewährt ihr durch Manwe diese Bitte und so entstehen Schutzgeister in Baumgestalt, die Ents.
Vom Erwachen der Elben und von Melkors Gefangenschaft

Weit im Osten Mittelerdes, am See Cuiviénen, erwachen die Elben. Melkor ist der erste, der sie bemerkt und bald einige von ihnen verschleppt, um aus ihnen Orks zu züchten. Nach einer Weile entdeckt auch Orome, der dort manchmal jagt, die ersten Kinder Ilúvatars und deren Bedrohung durch Melkor. Die Valar beraten nach dieser Entdeckung lange, was sie dagegen unternehmen sollen. Schließlich wird Melkor niedergeworfen, seine Festung Utumno zerstört und er selbst in Namos unentrinnbarer Festung Mandos gefangen gesetzt. Die Valar wünschen, dass die Elben nach Aman kommen, um sie vor Melkor in Sicherheit zu bringen und die Valar durch ihre Anwesenheit zu erfreuen.
Einen Teil des Weges von Orome geführt, brechen viele der Elben nach Westen auf. Orome bringt 3 Herrscher der Elben, Ingwe von den Vanyar, Finwe von den Noldor und Elwe (Thingol) von den Teleri als Boten nach Aman, damit sie ihren Völkern darüber berichten können, wo und wie die Götter leben. Nach ihrer Rückkehr verlassen viele Elben Mittelerde. Die wenigen Zurückbleibenden Avari („die Widerstrebenden“) spielen fortan keine wichtige Rolle mehr in dieser Geschichte. Sie lehren allerdings die ersten Menschen ihre Sprache, so dass sich die Menschen relativ schnell mit den Elben verständigen können. Alle drei Völker der Elben begeben sich zunächst auf die Wanderung nach Westen: Die Vanyar, die Noldor und die Teleri. Die Teleri teilten sich jedoch bald in drei Gruppen auf. Während eine Gruppe ihren Weg nach Aman fortsetzt, trennten sich die Nandor vor der Überquerung des Nebelgebirges und die Grauelben (Sindar) an der Westküste Beleriands von ihnen, Letztere wohl aus Liebe zu diesem Land, auf Anraten Osses, der auch Elben in seiner Nähe behalten will, oder weil sie auf der Suche nach ihrem König Elwe (später Thingol) zurückgeblieben sind.
Von Thingol und Melian

Elwe ist bei einer Wanderung durch die Wälder Beleriands der Maia Melian begegnet und hat sich in sie verliebt. Erst nach Jahren kehrt er gemeinsam mit ihr zurück und wird oberster König jener Teleri, die in Beleriand blieben. Melian nimmt aus Liebe zu ihm die Gestalt einer Elbin an und gebiert ihm eine Tochter, Lúthien. Durch ihre göttliche Herkunft erhalten ihre Nachkommen auch besondere Kräfte und einen Teil göttlichen Wesens. Solange Elwe lebt, schützt Melian das Land, in dem sein Volk weilt. Nach seinem Tode kehrt sie allerdings nach Aman zurück.
Von Eldamar und den Fürsten der Eldalië

Alle drei Völker befinden sich nun bis auf wenige Ausnahmen auf Aman und sie gründen die Eldamar (Elbenheime) mit der Stadt Tirion, die auf dem Berg Tuna liegt. Die Vanyar zieht es zu den Valar und sie siedeln sich im Innern von Valinor an. Die Noldor verbleiben in Tirion und die Teleri siedeln in Alqualonde (Schwanenhafen) in der Bucht von Eldamar, denn sie lieben die Seefahrt und das Meer. Die Teleri kamen als Letzte und lebten lange auf der Insel Tol Eressea.
Von Feanor und der Loskettung Melkors

Die Elbenvölker erlernen vieles von den Valar und sie erleben eine Zeit des Glückes. Es werden Elbenkinder geboren, unter ihnen Curufinwe Feanor, der Sohn Finwes und Míriels, die ihm den Namen Feanor gibt, was Feuergeist bedeutet. Das friedliche Leben vieler Elben in Aman wird durch Melkors Freilassung nach dem Ende seiner Haftzeit gestört, der sich nun bei den Elben, besonders bei den Noldor, einschmeichelt und beginnt, Zwietracht unter ihnen zu stiften.
Von den Silmaril und der Unruhe der Noldor

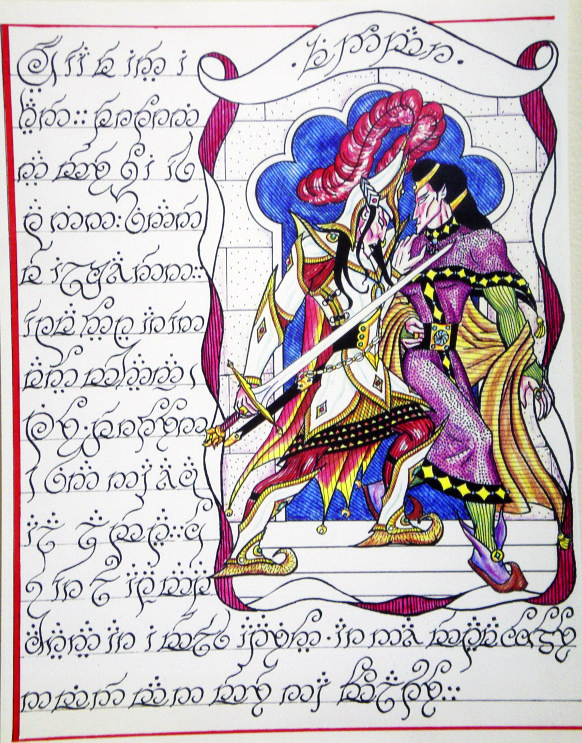
Feanor und Fingolfin durch Melkors Lügen zerstritten

Währenddessen erschafft Feanor drei künstliche Edelsteine, die Silmarilli, in denen er das Licht der zwei Bäume Telperion und Laurelin einfängt. Melkor versucht mit Feanor Freundschaft zu schließen und ihn auf seine Seite zu ziehen. Dafür verbreitet er Gerüchte, dass seine Halbbrüder versuchten ihm seine Stellung als erstgeborener Sohn streitig zu machen, was seine Abneigung gegen Fingolfin verstärkt. Doch dieser erkennt die Gier Melkors nach seinen Edelsteinen und jagt ihn davon.
Von der Verdunklung Valinors

Diese kostbaren Steine werden umso wertvoller, als Melkor mit Hilfe der Riesenspinne Ungoliant die Bäume zerstört, so dass ihr Licht erlischt. Anschließend erschlägt er Feanors Vater Finwe, den König der Noldor, und raubt die Silmaril, die er schon mehrmals von Feanor erbeten hat. Er flieht mit Ungoliant nach Mittelerde, wo er seine alte Festung im Norden wieder in Besitz nimmt.
Von der Verbannung der Noldor

Die Valar beraten sich und suchen nach einem Ersatz für das Licht der Bäume. Ein letzter Rest ist in den Silmaril eingefangen, die sie nun von Feanor erbitten. Doch da erhalten sie die Kunde davon, dass Melkor die Silmaril gestohlen und Feanors Vater erschlagen hat. Feanors Wut richtet gegen die scheinbare „Unterdrückung“ durch die Valar und vermischt sich mit seiner Rachelust gegen Melkor und dem Wunsch, die Silmaril wiederzuerlangen. Er wiegelt die Noldor gegen die Valar auf und schwört mit seinen sieben Söhnen (Maedhros, Maglor, Celegorm, Caranthir, Curufin, Amroth und Amras) bei Ilúvatar, jeden unrechtmäßigen Besitzer der Silmaril zu verfolgen, wer es auch sein möge. Ein Großteil der Noldor bricht daraufhin gemeinsam mit ihm nach Mittelerde auf, um Melkor zu verfolgen und dort eigene Reiche zu gründen. Als Feanors Anhänger viele Teleri im Sippenmord von Alqualonde erschlagen, um an deren Schiffe zur Überfahrt zu gelangen, werden sie von Mandos mit einem Bann belegt. Die Valar verbieten ihnen, Aman je wieder zu betreten. Da die Schiffe nicht für alle Noldor ausreichen, führt Feanors Halbbruder Fingolfin eine weitere Gruppe über die gefrorene Meerenge Helcaraxe nach Mittelerde. Der zweite Halbbruder Feanors, Finarfin, der Vater von Galadriel, kehrt nach dem Bannspruch von Mandos mit einem kleinen Teil der Noldor um und bleibt in Aman.
Mit der Erschaffung von Sonne und Mond aus der letzten Blüte und der letzten Frucht der Zwei Bäume durch die Valar beginnt das Erste Zeitalter von Mittelerde.
Von den Sindar

In Mittelerde ist Elwe inzwischen der König des Elbenreiches von Doriath und Melian schützt dieses durch einen Banngürtel, der bösartige Kreaturen fernhält. Die Zwerge, vor der Wanderung der Elben noch nicht auf der Erde, sind bereits erschienen und legen große Zwergenstädte an. Sie betreiben Handel mit den Elben von Doriath. Doch die Flucht Melkors wirft ihre Schatten bereits voraus und Melian warnt Thingol, dass die Zeit des Friedens bald enden werde. Und dem ist auch so, denn zu dieser Zeit kehrt Morgoth nach Beleriand zurück, und die Orks gewinnen wieder an Stärke. Schließlich ist Morgoth so weit, dass er die Sindar an zwei Fronten gleichzeitig angreifen kann. In Menegroth, dem Wohnsitz Thingols, und an den Falas im Westen attackiert er sie, und während Thingol die Orks im Norden mithilfe des Nandor-Fürsten Denethor und der Naugrim unter großen Verlusten schlagen kann, wird Círdan der Schiffbauer in seinen Hafenstädten Eglarest und Brithombar belagert. Doch seine Verbündeten kommen ihm zur Hilfe, und so fällt der erste von den Kriegen Beleriands zu Gunsten der Elben aus.
Von Sonne und Mond und der Verhüllung Valinors

Als die Valar feststellen, dass Feanor und seine Sippe tatsächlich nach Mittelerde aufgebrochen sind und zudem die Zeit näherrückt, da die zweiten Kinder Ilúvatars erscheinen sollten, beschließen sie, alles zu versuchen, um die Bäume zu retten. Es gelingt ihnen nicht sie wiederzubeleben, jedoch bringt jeder eine letzte Frucht hervor, aus der nun der Mond bzw. die Sonne erschaffen werden. Diese werden in großen Schiffen an den Himmel gesetzt, wo sie frei ihre Bahnen ziehen. Zudem verhüllen die Valar ihren Wohnsitz, um Melkor daran zu hindern zurückzukehren.
Von den Menschen

Die Welt ändert sich. Mit dem ersten Aufgang der Sonne erwachen auch die Menschen, die auf ihren Wanderungen zunächst den in Mittelerde zurückgebliebenen Elben begegnen. Einige Stämme der Menschen, die Edain, werden von Finrod Felagund gefunden und schließen sich später dem Kampf der Noldor gegen Melkor an.
Von der Rückkehr der Noldor

Reiche werden in Beleriand gegründet, Kriege gegen Melkor geführt, der von Feanor nun Morgoth, „der schwarze Feind“, genannt wird, mit dem Ziel, die Silmaril zurückzuerlangen. Feanor lässt die Schiffe, mit denen sie von Aman aus gekommen sind, verbrennen, damit niemand umkehren kann. Auch Fingolfin erreicht bald darauf Mittelerde. Noch ehe der Mond am Himmel erscheint, kommt es zur Schlacht unter den Sternen, in der Feanor von Gothmog, einem Balrog von Morgoth, niedergeschlagen wird. Seinen Söhnen gelingt es, ihn zu retten, doch seine Wunden sind tödlich. Er zerfällt zu Asche, als sein feuriger Geist aus seinem Körper entweicht. Seine Söhne haben zuvor geschworen, seinen Tod zu rächen.
Von Beren und Lúthien
Die wichtigste Einzelsage in diesem Kreis, auch in Bezug auf die später spielenden Werke Tolkiens, ist die von Beren und Lúthien. Der Mensch Beren, Barahirs Sohn aus dem Haus Beor, verliebt sich in Lúthien, Tochter Thingols und Melians. Thingol verachtet die sterblichen Menschen. Um Beren loszuwerden, verlangt er als Brautpreis einen Silmaril. Nach vielen Gefahren schafft es Beren, mit Lúthiens Hilfe, diesen von Morgoth zu stehlen. Lúthien nimmt später als erste Elbin das Schicksal der Menschen an und willigt ein zu sterben, um vorher noch eine gewisse Zeit mit Beren zusammen leben zu können.
Von der Fünften Schlacht: Nirnaeth Arnoediad

Die Silmaril wirken weiter Unglück: Diejenigen, die noch in Morgoths Eisenkrone sind, fordern eine weitere Schlacht der Noldor und ihrer Verbündeten gegen Morgoth heraus, bei der viele Elben erschlagen werden. Daher wird diese Schlacht Nirnaeth Arnoediad (die Schlacht der ungezählten Tränen) genannt. Maedhros, der älteste Sohn Feanors, hatte im Jahr 468 des ersten Zeitalters ein militärisches Bündnis geschlossen, um Beleriand von Morgoth zu befreien. Zu diesem Bündnis gehörten im Osten unter anderem die Zwerge von Nogrod und Belegost, die Elben aus dem Gefolge der Söhne Feanors, sowie die Ostlinge, die von den Söhnen Bórs und Ulfangs angeführt wurden. Das Westheer wurde von Fingon, dem Hohen König der Noldor angeführt, der von den Menschen aus Dor-Lómin, mit ihren Fürsten Húrin und Huor, sowie Haldir mit den Haladin aus Brethil unterstützt wurde. Zudem kamen einige Elben der Falathrim und ein kleiner Trupp aus Nargothrond sowie Beleg und Mablung aus Doriath. Turgon stieß mit einem großen Heer aus Gondolin hinzu. Gemeinsam befreiten sie zunächst den Westen Beleriands und das Gebiet Dorthonion von den Orks. Morgoth erkannte jedoch die List und bereitete seine Truppen auf die Schlacht vor. Der Plan für diese Schlacht sah folgendes vor: Maedhros sollte Morgoth mit seinem Heer zum Kampf herausfordern und auf die Ebene von Anfauglith. Sobald sich die Orks auf diesen Kampf eingelassen hätten, würde Fingon sie mit seinen Leuten von der rechten Flanke her angreifen. Der Plan scheiterte, da Maedhros durch den Verrat Uldors (er wechselte zu Morgoth über und fiel den Verbündeten in den Rücken) aufgehalten wurde und sich das Heer Fingons provozieren ließ, noch vor dessen Eintreffen loszuschlagen. Turgon eilte ihnen zu Hilfe. Morgoth ließ nun seinerseits die Angreifer einkesseln. Die Heere der Elben und Menschen wurden zurückgedrängt und Fingon wurde von Gothmog, dem Fürsten der Balrogs, erschlagen. Morgoth ließ neben Orks auch Drachen, unter anderem Glaurung, für sich kämpfen, diesem stellten sich insbesondere die Zwerge entgegen. Die Schlacht ging verlustreich verloren, Feanors Söhne zogen sich zurück. Húrin und Huor sicherten Turgons Rückzug, so dass er mit den verbliebenen Soldaten entkommen konnte. Huor starb im Kampf. Húrin, der als Kind mit seinem Bruder Huor in Gondolin war, wurde gefangen genommen und zu Morgoth nach Angband gebracht, der von ihm erfahren wollte, wo sich dieser Ort befand.
 Von Túrin Turambar

Hier wird die Geschichte vom Sohn Húrins erzählt.
Vom Untergang Doriaths

Eines nach dem anderen vergehen die elbischen Reiche, durch Melkors Diener zerstört. Doriath jedoch wird durch Feanors Söhne überrannt, die nach dem Silmaril gieren. Aber auch Feanors Söhne werden nach und nach erschlagen, am Ende des Silmarillions sind nur noch Maedhros und Maglor am Leben.
 Von Tuor und dem Fall von Gondolin
Von Earendils Fahrt und dem Krieg des Zorns

An den Mündungen des Flusses Sirion treffen sich schließlich die Überlebenden aus Gondolin und des Sindarreichs Doriath. Unter ihnen sind zwei Halbelben: Earendil, Sohn von Gondolins Königstochter Idril und des Menschen Tuor, und Elwing, Enkelin von Beren und Lúthien, die Tochter von Dior und Trägerin des Silmaril aus Doriath. Tuor selbst liebt das Meer und fährt, als er alt wird, mit Idril in den Westen. Als einziger unter allen Menschen wird er unter die Noldor aufgenommen. Auch Earendil liebt das Meer. Oft segelt er mit wenigen Gefährten nach Westen, ohne aber sein erhofftes Ziel, Aman, zu finden. Einmal wird während seiner Abwesenheit sein Land an den Mündungen des Sirion von den vier noch lebenden Söhnen Feanors überfallen; den Silmaril Elwings, den sie verlangen, bekommen sie jedoch nicht: Elwing stürzt sich ins Meer, wird aber von dem Vala Ulmo in einen weißen Vogel verwandelt und so gerettet. Sie findet Earendil, und sie beschließen, noch einmal zu versuchen, Aman zu erreichen und den Valar die Botschaft vom Leid der Elben und Menschen in Mittelerde zu überbringen.
Mit dem Silmaril an der Stirn gelingt es ihnen nun, die Zauber, die die Valar zum Schutze Amans, des Gesegneten Reiches, gewirkt haben, zu überwinden. Sie werden in Ehren empfangen. Zwar ist sterblichen Menschen das Betreten Amans verboten, aber Ulmo erinnert die Valar daran, dass beide auch von Elben abstammen. Mandos widerspricht ihm, indem er an seinen alten Schicksalsspruch erinnert, doch Manwe entscheidet, sie und ihre Nachkommen wählen zu lassen, welches Schicksal sie annehmen wollen. Obwohl Earendil sich eher den Menschen zugehörig fühlt, wählt Elwing doch für beide das Schicksal der Elben. Während Earendil mitsamt dem Silmaril und seinem Schiff an den Himmel versetzt wird, wo er nun wie die Sonne seine Bahn ziehen und als Morgen- oder Abendstern den Menschen Hoffnung bringen soll, beherzigen die Valar und Elben seine Botschaft und ziehen in den „Krieg des Zorns“. Morgoth wird erneut niedergeworfen und dieses Mal aus der Welt verbannt. Die beiden Silmaril aus seiner Eisenkrone werden ins Lager der Valar gebracht. Die beiden letzten Söhne Feanors, Maedhros und Maglor, rauben sie, haben jedoch das Anrecht auf sie verloren: Die Silmaril sind geweiht, so dass keine unbefugte Hand sie schmerzlos berühren kann, und verbrennen ihnen die Hände. Maedhros stürzt sich mit seinem Silmaril in einen Vulkan oder eine Erdspalte, während Maglor seinen Silmaril ins Meer wirft, schwermütig singend an den Küsten entlangwandert und nie wieder gesehen wird. Von den 3 Silmaril bleibt also einer in den Höhen des Himmels, einer fällt in die Tiefen der Erde und der letzte in die Tiefen des Meeres.
Mit Melkors Verbannung aus der Welt ist das Erste Zeitalter zu Ende.
Die Quenta Silmarillion endet mit der Feststellung, dass „Hohes und Schönes“ immer zu „Dunkel und Trümmern“ werde. Das sei das Schicksal der Erde, und eine Änderung sei allenfalls durch die Valar absehbar.

## Akallabêth
In Akallabêth („die Versunkene“) wird vom Untergang Númenors berichtet.
Den Menschen, die treu zu den Elben und Valar gestanden hatten, wurde eine eigene neue Insel zwischen Mittelerde und Aman, in Sichtweite der Elbeninsel Tol Eressëa, geschenkt. Viele nahmen dieses Angebot an; ihr erster König wurde Elros, Sohn Earendils und Elwings und Bruder Elronds, der im Gegensatz zu Elros das Schicksal der Elben gewählt hatte. In ihrer Hauptstadt Armenelos wächst ein weißer Baum, Nachkomme von Abbildern des Telperion, die den Elben geschenkt wurden, und auf dem Gipfel des Berges Meneltarma wird Ilúvatar verehrt. Lange Zeit leben die Númenórer in Glück, dann aber neiden sie den Elben, von denen sie oft besucht werden, ihr ewiges Leben, obwohl sie selbst lange leben. Sie klammern sich ans Leben, und die Einbalsamierung der Toten wird bald eine wichtige Kunst. Die Númenórer, die bisher in Mittelerde, wenn sie es überhaupt besuchten, den dortigen Menschen nur Gutes gebracht haben, fallen nun über sie her und beuten sie aus. Nach über 2000 Jahren wird durch den König der Gebrauch der Elbensprachen verboten, und bald wird der Weiße Baum nicht mehr gepflegt, Schiffe der Elben können nur noch heimlich empfangen werden, und das Heiligtum auf dem Meneltarma wird nur noch selten besucht. Das Volk spaltet sich in die Gefolgsleute des Königs und die „Getreuen“, die weiter an der Bindung zu den Elben und Valar festhalten. Unter den Getreuen am vornehmsten sind die Fürsten von Andúnië, einer Stadt im Westen Númenors, die von Elros und den ersten Königen abstammen.
Der 24. König, Ar-Pharazôn, versucht Sauron, einen alten Diener Melkors, zu unterwerfen. Sauron lässt sich in Númenor gefangensetzen, wird jedoch durch Schmeicheleien bald zum Berater des Königs und stachelt ihn zu immer neuen Vergehen auf. Bei Todesstrafe wird verboten, das Heiligtum auf dem Meneltarma zu besuchen, und kaum hat Isildur, Enkel Amandils, des Fürsten von Andúnië, und Sohn Elendils, heimlich einen Schössling des Weißen Baumes gestohlen und in Sicherheit gebracht, wird der Baum selbst gefällt. Anstelle Ilúvatars wird in einem prächtigen Tempel Melkor durch Menschenopfer verehrt. Während der König und Sauron zu einem Angriff auf Aman rüsten, fährt Amandil in den Westen, um wie Earendil die Valar um Gnade zu bitten; er wird nicht mehr gesehen. Seiner Familie hat er geraten zu fliehen, da sicher ein Unglück über das Land hereinbrechen werde. Die Flotte des Königs segelt nach Aman. Mit vielen wertvollen Dingen beladen und mit Getreuen, die sie für vertrauenswürdig halten, segeln auch Elendil und seine Söhne, Isildur und Anárion, ab. Als der König in Aman ankommt, geben die Valar vorübergehend die Herrschaft an Ilúvatar zurück, der den Bau der Welt ändert. Die Erde wird rund und Aman entrückt, so dass es durch menschliche Segelkunst nicht mehr zu erreichen ist. In den Spalt, der dabei entsteht, stürzt die königliche Flotte, und auch von Númenor ragt nur noch der Meneltarma über die Wellen, während der König und sein Heer unter umstürzenden Bergen begraben werden. Elendil und seine Söhne erreichen Mittelerde und gründen ihre Königreiche.

## Von den Ringen der Macht und dem Dritten Zeitalter
Nach der Niederwerfung Morgoths ergibt sich Sauron zunächst den Valar, zögert jedoch, nach Aman zu kommen, und erneuert lieber in Mittelerde Morgoths Ideen. Unter dem Namen Annatar wandert er unter den zahlreichen Elben umher, die dort noch leben, und versucht nach den Menschen auch die Elben als Anhänger zu gewinnen. In Eregion findet er Noldor, die dort noch leben; darunter auch Feanors abtrünnigen Enkel Celebrimbor. Er schlägt ihnen vor, auch Mittelerde zu einem schönen Land wie Aman zu machen, und die Elben schmieden nach seinen Angaben die Ringe der Macht. Erst spät finden sie heraus, dass diese alle unter der Herrschaft von Saurons heimlich geschmiedeten Herrscherring stehen. Er bekriegt die Elben nun und verwüstet Eregion und verlangt die Ringe. Viele davon erobert er nach und nach zurück, vor allem die, die er den Zwergen und Menschen gab. Nur drei, die mächtigsten aber, die Celebrimbor alleine geschmiedet hat, retten die Elben und vertrauen sie den weisesten unter ihnen an; Celebrimbor wird erschlagen. Einer der Ringe geht an Galadriel, der zweite an Elrond, der dritte an Cirdan, den Herrscher der westlichen Häfen, der ihn jedoch bei Gandalfs Ankunft in Mittelerde an ihn weitergibt. Mit der Macht dieser Ringe gelingt es den dreien, den Widerstand gegen Sauron zu organisieren und später die letzten Elbenreiche, Imladris (Bruchtal) und Lórien vor Sauron zu beschützen. Die Macht der 3 Ringe endet jedoch, als der Herrscherring von Frodo und Gollum zerstört wird.
Während die Ringe der Zwerge auf ihre Träger wenig Einfluss haben außer einer verstärkten Gier nach Gold, werden die 9 Menschen, die Saurons Ringe tragen, zu Ringgeistern, den Nazgûl – auch Úlairi genannt. Unter dem Einfluss der Ringe schwinden sie und werden unsichtbar. Saurons Macht wächst, allerdings muss er erkennen, dass die Numenorer zurzeit eine noch stärkere Macht darstellen. Deshalb begibt er sich in die Gefangenschaft der Numenorer und arbeitet dort gegen seine Feinde, indem er sie gegen die Herrscher des Westens aufwiegelt und sie dazu bringt, nicht mehr Manwe, sondern Melkor zu verehren. Dabei nutzt er geschickt die Sehnsucht der Numenorer nach dem ewigen Leben und redet ihnen ein, dass sie ebenfalls das ewige Leben erlangen könnten, wenn sie Aman, das Land der Götter, besetzten.
Elendil und seine Getreuen erreichen nach dem Untergang von Numenor Mittelerde und gründen ihre Reiche, Arnor und Gondor. Sauron verliert beim Untergang Númenors seine Gestalt und kehrt als Geistwesen nach Mittelerde zurück. Später erlangt er wieder eine Gestalt, die nun jedoch für immer hässlich und Schrecken erregend ist. Er geht nach Mordor, rüstet sich und greift Gondor an. Durch ein gemeinsames Heer der Elben und Menschen (das Letzte Bündnis) wird sein Reich niedergeworfen. Isildur kann sogar den Herrscherring an sich nehmen, weigert sich aber gegen Elronds Rat, ihn in das Feuer des Orodruin zu werfen, in dem er geschmiedet worden war, weil ihn dieser Ring bereits beeinflusst und seine Entscheidungen lenkt. Dadurch verliert Sauron für eine lange Zeit seine Gestalt und seine Macht, bleibt jedoch in Mittelerde.
Hier beginnt das Dritte Zeitalter, es folgt im Silmarillion nun noch eine kurze Nacherzählung der Handlung des Herrn der Ringe und der unmittelbaren Vorgeschichte.

## Ausgaben
Das Silmarillion ist in verschiedenen Editionen erhältlich. Die Erstausgabe der offiziellen deutschen Übersetzung (von Wolfgang Krege) stammt von 1978, bereits rund zwei Wochen zuvor wurde eine nicht autorisierte Raubübersetzung angeboten.
- J. R. R. Tolkien: The Silmarillion. 29. Auflage. Ballantine Books, New York 1982, ISBN 0-345-32581-8.
- J. R. R. Tolkien: Das Silmarillion. Klett-Cotta, Stuttgart 2007, ISBN 978-3-608-93245-4.

2005 veröffentlichte der Hörverlag eine ungekürzte deutsche Hörbuch-Fassung (ISBN 3-89940-682-6) von Das Silmarillion. Alleiniger Sprecher ist Joachim Höppner, die deutsche Synchronstimme von Gandalf in der Herr-der-Ringe-Filmtrilogie von Peter Jackson. Das Set umfasst 13 CDs mit einer Gesamtlaufzeit von 926 Minuten, also mehr als 15 Stunden.